# 金湘军
金湘军（1964年7月—），男，汉族，湖南永州市江华县人。中华人民共和国政治人物。研究生学历，工学硕士学位，管理学博士学位。1984年11月加入中国共产党，1990年7月参加工作。曾任天津市副市长，中共天津市委常委、秘书长、副书记，中共山西省委副书记，山西省人民政府省长、党组书记等职务，是中共第二十届中央委员。2025年4月，因涉嫌严重违纪违法接受审查调查。

## 经历

### 教育经历
金湘军早年在成都电讯工程学院（现电子科技大学）计算机软件专业学习，期间于1984年11月加入中国共产党，1987年7月毕业并进入成都科学技术大学（1994年合并、1998年更名为四川大学）工业管理工程专业深造，1990年7月自该校毕业并于同年9月取得中国科学院系统科学研究所工学硕士学位。

### 四川省
从成都科学技术大学毕业后，金湘军参加工作并出任四川省科委政策研究室、微机推广应用办公室干部。

### 海南省
1992年8月，任海南国家星火示范区管委会办公室干部、企业管理处处长。
1993年3月，任海南航空旅业开发股份有限公司总经济师兼经营部总经理。
1996年12月，任海南省社会保障局基金管理处处长等职务。

### 广西壮族自治区
1998年9月，金湘军调任广西壮族自治区，出任该区劳动和社会保障厅副厅长。
2000年10月，任玉林市人民政府副市长。2002年10月，任中共玉林市委常委、常务副市长。2003年8月，任中共玉林委副书记、市长。2008年，当选为全国人大代表。2009年2月，任中共玉林市委书记、市人大常委会主任。
2014年1月，转任广西防城港市委书记、广西东兴国家重点开发开放试验区工委书记。

### 天津市
2018年1月，调至天津，出任天津市人民政府副市长。
2021年1月，任中共天津市委常委、秘书长。
2022年3月，任中共天津市委副书记。

### 山西省
2022年12月，调任中共山西省委副书记。同月任山西省人民政府副省长、代理省长。
2023年1月，正式当选为山西省人民政府省长。

### 落马
2025年4月12日，中央纪委国家监委发布消息，金湘军因涉嫌严重违纪违法接受纪律审查及监察调查。金湘军也成为中共十九大后首位任内被查的省长。据知情者透露，金湘军是4月10日晚从住宅被带走的，当天白天他还主持了省政府常务会议。4月23日，辞去山西省省长职务。